# Никельтитан
Никельтитан — бинарное неорганическое соединение, интерметаллид никеля и титана с формулой TiNi, кристаллы.

## Получение
- Сплавление стехиометрических количеств чистых веществ:

{\displaystyle {\mathsf {Ni+Ti\ {\xrightarrow {1310^{o}C}}\ TiNi}}}

## Физические свойства
Никельтитан образует кристаллы кубической сингонии, пространственная группа P m3m, параметры ячейки a = 0,2980 нм, Z = 1, структура типа хлорида цезия CsCl.
Соединение конгруэнтно плавится при температуре 1310 °C.
При температуре 1118 °C имеет область гомогенности 49,5÷57 ат.% никеля.

## Применение
- Сплав нитинол, близкий по составу к TiNi, обладает эффектом памяти формы.
- Используется при изготовлении медицинских инструментов.